# Usted se casa conmigo
Usted se casa conmigo fue una telenovela argentina producida por Alberto Migré para la cadena Canal 13 en 1964. Protagonizada por Susana Rinaldi y Atilio Marinelli.
La telenovela fue presentada en el espacio Teleteatro Palmolive del Aire.

## Elenco
- Susana Rinaldi - Eduviges
- Atilio Marinelli - Rubén
- Maurice Jouvet
- Rodolfo Ranni
- Perla Santalla

## Equipo de producción
- Original de: Alberto Migré
- Productor: Alberto Migré